# Groveton (Virgínia)
Groveton és una concentració de població designada pel cens dels Estats Units a l'estat de Virgínia. Segons el cens del 2000 tenia 21.296 habitants.

## Demografia
Segons el cens del 2000, Groveton tenia 21.296 habitants, 8.076 habitatges, i 5.297 famílies. La densitat de població era de 1.337 habitants per km².
Dels 8.076 habitatges en un 32,5% hi vivien nens de menys de 18 anys, en un 48,1% hi vivien parelles casades, en un 12,3% dones solteres, i en un 34,4% no eren unitats familiars. En el 26% dels habitatges hi vivien persones soles el 6,2% de les quals corresponia a persones de 65 anys o més que vivien soles. El nombre mitjà de persones vivint en cada habitatge era de 2,63 i el nombre mitjà de persones que vivien en cada família era de 3,17.
Per edats la població es repartia de la següent manera: un 24,5% tenia menys de 18 anys, un 8,6% entre 18 i 24, un 36,5% entre 25 i 44, un 22,1% de 45 a 60 i un 8,3% 65 anys o més.
L'edat mediana era de 35 anys. Per cada 100 dones de 18 o més anys hi havia 97,8 homes.
La renda mediana per habitatge era de 60.150 $ i la renda mediana per família de 67.605 $. Els homes tenien una renda mediana de 42.002 $ mentre que les dones 38.149 $. La renda per capita de la població era de 27.697 $. Entorn del 3,7% de les famílies i el 6,8% de la població estaven per davall del llindar de pobresa.

## Poblacions properes
El següent diagrama mostra les poblacions més properes.